# Durell Software
Durell Software è un produttore di videogiochi britannico fondato nel 1983 a Taunton. L'azienda sviluppò e in molti casi pubblicò diversi titoli per gli home computer a 8 bit (principalmente Amstrad CPC, Commodore 64, ZX Spectrum) tra il 1983 e il 1987. Il marchio tuttora (2017) esiste, ma si occupa di software per professionisti della finanza.

## Videogiochi
- Chain Reaction
- Combat Lynx
- Critical Mass
- Dam Buster per Camputers Lynx
- Death Pit
- Deep Strike
- Durell Big 4 (raccolta)
- Fat Worm Blows a Sparky
- Galaxy 5
- Harrier Attack
- Jungle Trouble
- Lunar Lande, clone di Lunar Lander per Oric
- Lunar Landing, clone di Lunar Lander per Spectrum
- Mineshaft, clone di Manic Miner per BBC Micro
- Operation Hormuz
- Saboteur
- Saboteur II
- Scuba Dive
- Sigma 7
- Space Hawks, clone di Galaxian per Amstrad
- Spitfire
- Starfighter, sparatutto per Oric
- Thanatos
- Turbo Esprit